# Колос Ганна Сергіївна
Ганна Сергіївна Колос (нар. 24 жовтня 1929, м. Київ — пом. 18 липня 2020) — українська архітекторка. Член НСАУ (1962).

## Біографія

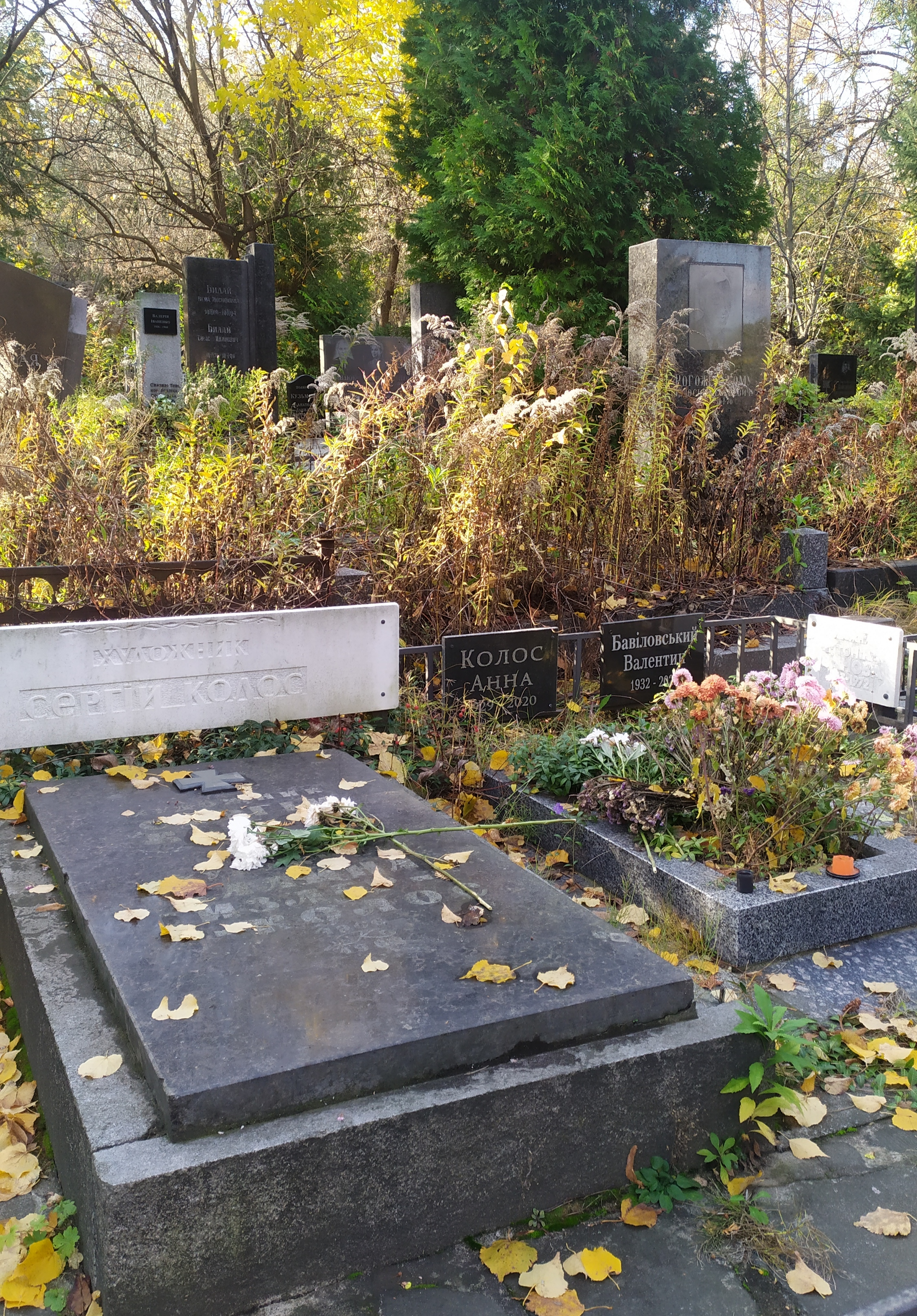
Могила Ганни Колос та її родини, Байкове кладовище

Ганна Сергіївна Колос народилась 24 жовтня 1929 р. у м. Київ. Дочка мистецтвознавця Колоса Сергія Григоровича та художниці Галини Гізлер. Дружина художника, архітектора Валентина Бавиловського. Мати сучасної української художниці Аннички Колос.
У 1943-1944 рр. навчалась у Ленінградському ремісничому училищі (зараз Санкт-Петербург).
У 1956 р. закінчила Київський  інженерно-будівельний інститут.

## Трудова діяльність
Під час Другої світової війни працювала на виробництві у Ленінграді.
У 1956–1964 рр. працювала в інституті «Київпроект» (м. Київ).
У 1964–1976 рр. — в інституті «НДІмісто» (м. Київ).
У 1976–1989 рр. працювала в інституті «Художпроект» (м. Київ).
Померла у 90-річному віці 18 липня 2020 року. Похована разом з родиною на Байковому кладовищі.

## Творчий доробок
Серед реалізованих проектів:
- житлові будинки на вулиці Червоноармійська (зараз Велика Васильківська) № 101, 114, 116, 118 у Києві (1959–1963)
- інтер'єри та фасади будинку технікуму, міськвиконкому м. Ургенч Хорезмської області (Узбекистан)
- фонтани, сквери, декорування стінок у м. Ургенч Хорезмської області (Узбекистан)